# Racine Coly
Racine Coly (Dakar, 8 dicembre 1995) è un calciatore senegalese, difensore svincolato.

## Biografia
Nato in Senegal a Dakar, viene notato dagli osservatori del Brescia che lo portano in Italia.

## Caratteristiche tecniche
Terzino sinistro dotato di buona spinta offensiva, può ricoprire anche il ruolo di esterno sinistro di centrocampo.

## Carriera

### Club

#### Brescia
Nel 2012 viene aggregato alla Primavera del Brescia senza però mai giocare per questioni burocratiche. Tuttavia, l'allenatore Ivo Iaconi, decide di mandarlo in campo il 26 aprile 2014 contro il Cesena nella partita vinta (0-3) dalle rondinelle. Segna il suo primo gol in carriera il 24 febbraio 2017 nel match vinto 4-1 contro il Cittadella. Il 30 aprile 2017 realizza una doppietta nella vittoria delle rondinelle in trasferta 3-2 contro il Novara.

#### Nizza e prestito al Famalicão
Nell'estate del 2017 viene acquistato a titolo definitivo dal Nizza.
Il 9 gennaio 2020 viene ceduto in prestito al Famalicão.
Terminato il prestito fa ritorno a Nizza, che il 26 gennaio 2021 lo cede nuovamente in prestito, questa volta all'Amiens.

#### Estoril Praia
Il 3 luglio 2021 lascia definitivamente il Nizza accasandosi all'Estoril Praia.

### Nazionale
Con la Nazionale Under-20 del Senegal ha partecipato alla Coppa delle Nazioni Africane Under-20 2015, nella quale ha esordito il 19 marzo 2015 nella semifinale vinta per 2-1 contro il Mali.

## Statistiche

### Presenze e reti nei club
Statistiche aggiornate al 31 luglio 2025.
| Stagione             | Squadra              | Campionato           | Campionato | Campionato | Coppe nazionali | Coppe nazionali | Coppe nazionali | Coppe continentali | Coppe continentali | Coppe continentali | Altre coppe | Altre coppe | Altre coppe | Totale | Totale |
| Stagione             | Squadra              | Comp                 | Pres       | Reti       | Comp            | Pres            | Reti            | Comp               | Pres               | Reti               | Comp        | Pres        | Reti        | Pres   | Reti   |
| -------------------- | -------------------- | -------------------- | ---------- | ---------- | --------------- | --------------- | --------------- | ------------------ | ------------------ | ------------------ | ----------- | ----------- | ----------- | ------ | ------ |
| 2013-2014            | Brescia              | B                    | 7          | 0          | CI              | 0               | 0               | -                  | -                  | -                  | -           | -           | -           | 7      | 0      |
| 2014-2015            | Brescia              | B                    | 24         | 0          | CI              | 1               | 0               | -                  | -                  | -                  | -           | -           | -           | 25     | 0      |
| 2015-2016            | Brescia              | B                    | 34         | 0          | CI              | 2               | 0               | -                  | -                  | -                  | -           | -           | -           | 36     | 0      |
| 2016-2017            | Brescia              | B                    | 36         | 5          | CI              | 0               | 0               | -                  | -                  | -                  | -           | -           | -           | 36     | 5      |
| ago. 2017            | Brescia              | B                    | 1          | 0          | CI              | 2               | 0               | -                  | -                  | -                  | -           | -           | -           | 3      | 0      |
| Totale Brescia       | Totale Brescia       | Totale Brescia       | 102        | 5          |                 | 5               | 0               |                    | -                  | -                  |             | -           | -           | 107    | 5      |
| ago. 2017-2018       | Nizza 2              | CN2                  | 4          | 0          | -               | -               | -               | -                  | -                  | -                  | -           | -           | -           | 4      | 0      |
| 2018-2019            | Nizza 2              | CN2                  | 1          | 0          | -               | -               | -               | -                  | -                  | -                  | -           | -           | -           | 1      | 0      |
| Totale Nizza 2       | Totale Nizza 2       | Totale Nizza 2       | 5          | 0          |                 | -               | -               |                    | -                  | -                  |             | -           | -           | 5      | 0      |
| ago. 2017-2018       | Nizza                | L1                   | 7          | 0          | CF+CdL          | 0               | 0               | UCL+UEL            | 0+2                | 0                  | -           | -           | -           | 9      | 0      |
| 2018-2019            | Nizza                | L1                   | 9          | 0          | CF+CdL          | 0+2             | 0               | -                  | -                  | -                  | -           | -           | -           | 11     | 0      |
| 2019-gen. 2020       | Nizza                | L1                   | 10         | 1          | CF+CdL          | 1+0             | 0               | -                  | -                  | -                  | -           | -           | -           | 11     | 1      |
| gen.-giu. 2020       | Famalicão            | PL                   | 14         | 0          | CP+CdL          | 2+0             | 0               | -                  | -                  | -                  | -           | -           | -           | 16     | 0      |
| 2020-gen. 2021       | Nizza                | L1                   | 1          | 0          | CF              | 0               | 0               | UEL                | 2                  | 0                  | -           | -           | -           | 3      | 0      |
| Totale Nizza         | Totale Nizza         | Totale Nizza         | 27         | 1          |                 | 3               | 0               |                    | 4                  | 0                  |             | -           | -           | 34     | 1      |
| gen.-giu. 2021       | Amiens               | L2                   | 15         | 0          | CF              | 1               | 0               | -                  | -                  | -                  | -           | -           | -           | 16     | 0      |
| 2021-2022            | Estoril Praia        | PL                   | 2          | 0          | CP+CdL          | 1+0             | 0               | -                  | -                  | -                  | -           | -           | -           | 3      | 0      |
| 2022-feb. 2023       | Estoril Praia        | PL                   | 0          | 0          | CP+CdL          | 0               | 0               | -                  | -                  | -                  | -           | -           | -           | 0      | 0      |
| Totale Estoril Praia | Totale Estoril Praia | Totale Estoril Praia | 2          | 0          |                 | 1               | 0               |                    | -                  | -                  |             | -           | -           | 3      | 0      |
| 2023-2024            | İstanbulspor         | SL                   | 22         | 1          | TK              | 1               | 0               | -                  | -                  | -                  | -           | -           | -           | 23     | 1      |
| 2024-2025            | İstanbulspor         | SL                   | 25+1       | 1          | TK              | 3               | 0               | -                  | -                  | -                  | -           | -           | -           | 29     | 1      |
| Totale İstanbulspor  | Totale İstanbulspor  | Totale İstanbulspor  | 47+1       | 2          |                 | 4               | 0               |                    | -                  | -                  |             | -           | -           | 52     | 0      |
| Totale carriera      | Totale carriera      | Totale carriera      | 212+1      | 8          |                 | 16              | 0               |                    | 4                  | 0                  |             | -           | -           | 233    | 8      |

### Cronologia presenze e reti in nazionale
| Cronologia completa delle presenze e delle reti in nazionale ― Senegal | Cronologia completa delle presenze e delle reti in nazionale ― Senegal | Cronologia completa delle presenze e delle reti in nazionale ― Senegal | Cronologia completa delle presenze e delle reti in nazionale ― Senegal | Cronologia completa delle presenze e delle reti in nazionale ― Senegal | Cronologia completa delle presenze e delle reti in nazionale ― Senegal | Cronologia completa delle presenze e delle reti in nazionale ― Senegal | Cronologia completa delle presenze e delle reti in nazionale ― Senegal |
| Data                                                                   | Città                                                                  | In casa                                                                | Risultato                                                              | Ospiti                                                                 | Competizione                                                           | Reti                                                                   | Note                                                                   |
| ---------------------------------------------------------------------- | ---------------------------------------------------------------------- | ---------------------------------------------------------------------- | ---------------------------------------------------------------------- | ---------------------------------------------------------------------- | ---------------------------------------------------------------------- | ---------------------------------------------------------------------- | ---------------------------------------------------------------------- |
| 13-10-2018                                                             | Dakar                                                                  | Senegal                                                                | 3 – 0                                                                  | Sudan                                                                  | Qual. Coppa d'Africa 2019                                              | -                                                                      |                                                                        |
| 16-10-2018                                                             | Khartoum                                                               | Sudan                                                                  | 0 – 1                                                                  | Senegal                                                                | Qual. Coppa d'Africa 2019                                              | -                                                                      |                                                                        |
| 10-10-2019                                                             | Singapore                                                              | Brasile                                                                | 1 – 1                                                                  | Senegal                                                                | Amichevole                                                             | -                                                                      |                                                                        |
| 13-11-2019                                                             | Thiès                                                                  | Senegal                                                                | 2 – 0                                                                  | Rep. del Congo                                                         | Qual. Coppa d'Africa 2021                                              | -                                                                      |                                                                        |
| Totale                                                                 |                                                                        | Presenze                                                               | 4                                                                      |                                                                        | Reti                                                                   | 0                                                                      |                                                                        |